# بیضا (یمن)
بیضا (به عربی: البیضاء)، شهری در یمن است که در شهرستان بیضا واقع شده است.